# シャンボンの背中
『シャンボンの背中』（シャンボンのせなか、Mademoiselle Chambon）は2009年のフランスの恋愛映画。監督はステファヌ・ブリゼ、出演はヴァンサン・ランドンとサンドリーヌ・キベルランなど。原作はエリク・オルデの小説。不倫を題材にした米映画『恋におちて』（1984年）のフランス版とも称されている。2009年10月の第14回釜山国際映画祭で初上映された。日本では劇場未公開だが、WOWOWシネマの番組『W座からの招待状』が全国の単館系劇場と行なっている無料興行イベント『旅するW座』の第5弾として2013年10月から12月まで6つの劇場で順次上映された。
不倫の恋に揺れる男女を演じた主演のランドンとキベルランは実生活で夫婦だった（既に離婚）。

## ストーリー
妻子と幸せに暮らしている大工ジャンは、ある日、1人息子ジェレミーの担任で代理教師のシャンボンと出会う。ジャンがシャンボンの部屋の窓を修理したことをきっかけに2人の仲は急接近し、ごく自然にキスを交わす。しかし、2人の関係はそれ以上進むことはなく、むしろ2人は微妙に距離を置くようになる。それでも互いの想いは募る一方であり、耐え切れなくなったシャンボンは契約の延長を断わって町を去ることを決める。シャンボンが町を出る前日、ジャンは老父の誕生日パーティにシャンボンを招いて彼女にバイオリンを演奏をしてもらう。シャンボンを車で家まで送り、彼女が家に入る姿を見送ったジャンは運転席で涙ぐむ。そこにシャンボンが家から出て来る。万感の想いで見つめ合う2人は遂に結ばれ、ジャンは全てを捨ててシャンボンと暮らすと言う。翌朝、シャンボンは駅のホームでジャンを待つ。ジャンも駅に向かうが、ホームに行く途中で思いとどまり、家に帰る。シャンボンは諦めて1人で列車に乗って町を出て行く。ジャンは帰宅すると何事もなかったかのようにいつも通りに妻と接する。

## キャスト
- ジャン: ヴァンサン・ランドン - 妻子持ちの大工。
- ヴェロニク・シャンボン: サンドリーヌ・キベルラン - ジャンの息子の担任教師。
- アンヌ・マリー: オーレ・アッティカ（フランス語版） - ジャンの妻。
- ジャンの父: ジャン＝マルク・ティボー（フランス語版） - 元大工。高齢。
- ジェレミー: アルトゥール・ル・ウエルー - ジャンとアンヌ・マリーの幼い1人息子。

## 作品の評価

### 映画批評家によるレビュー
アロシネによれば、フランスの25のメディアによる評価の平均点は5点満点中3.7点である。
Rotten Tomatoesによれば、54件の評論のうち高評価は83%にあたる45件で、平均点は10点満点中6.9点となっている。
Metacriticによれば、13件の評論のうち、高評価は9件、賛否混在は4件、低評価はなく、平均点は100点満点中82点となっている。

### 受賞歴
第35回セザール賞では主演女優賞（サンドリーヌ・キベルラン）、助演女優賞（オーレ・アッティカ）、脚色賞にノミネートされ、そのうち脚色賞を受賞している。また、第29回イスタンブール国際映画祭では審査員特別賞（サンドリーヌ・キベルラン）を受賞している。